# Раппопорт, Шарль
Шарль Раппопорт (до эмиграции и позднее в русской среде Хо́не (Хо́нон Ли́пманович) Рапопорт, партийный псевдоним Осип; 14 июня 1865, Дукшты, Новоалександровский уезд, Ковенская губерния, Российская империя — 17 ноября 1941, Сен-Сирк-Лапопи, Каор, Франция) — французский писатель-публицист и социалист, журналист. Член Коминтерна, один из основателей Французской коммунистической партии. Известен как один из ведущих французских радикалов.

## Биография
Родился в местечке Дукшты Новоалександровского уезда (ныне Литва), в семье Липмана Абелевича Рапопорта и Соры Рапопорт. Согласно ревизским сказкам за 1876 год, в детские годы некоторое время жил с семьёй в Солоках того же уезда, не позднее 1882 года семья вернулась в Дукшты. Учился в гимназии в Вильне, но покинул её после вступления в 1883 году в петербургскую террористическую фракцию партии Народная воля. В партию «Народная воля» Раппопорт вступил с Л. Йогихесом (его псевдоним Ян Тышка), и Любовью Аксельрод (её псевдоним Ортодокс). Позже группа, в которой состоял Раппопорт — петербургская террористическая фракция, участвовала в подготовке покушения на Александра III.
По окончании гимназии Раппопорт находился на нелегальном положении, имел партийную кличку Осип. В 1887 году террористическая фракция была разгромлена, её руководители были казнены в Петербурге, а члены вильнюсской группы бежали за границу.
Затем Шарль Раппопорт учился в университете в Швейцарии, а в 1897 году Раппопорт, получив степень доктора философии в Бернском университете, переехал во Францию, где работал журналистом — писал в газетах статьи на идише (в частности, в парижской газете «Арбетер штимэ» (идиш: рабочий голос) опубликовал свою автобиографию); был корреспондентом швейцарских, французских, немецких и русских газет.

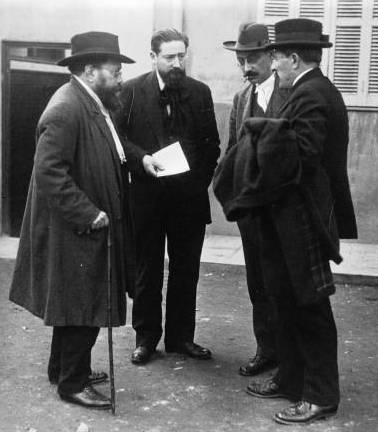
Раппопорт на 1-м съезде ФКП в Марселе в 1921 году. Слева-направо: Раппопорт, Даниил Рено, Людовик-Оскар Фроссар, и Марсель Кашен.

В 1911 году он занимался преподаванием в партшколе Российской социал-демократической рабочей партии, которая находилась в парижском пригороде Лонжюмо и была создана по инициативе В. И. Ленина.
В 1917 году Раппопорт за участие в антивоенном движении был арестован французской полицией, но вскоре был освобожден.
На съезде французских социалистов (СФИО) в декабре 1920 года он был в числе большинства делегатов, основавших Французскую Коммунистическую партию (Parti communiste français, PCF) и был избран в состав руководящего Комитета партии. В дальнейшем он редактировал журнал «Ревю комюнист», потом — центральный орган компартии «Юманите»; одновременно являясь корреспондентом московской газеты «Известия».
В 1938 году Раппопорт вышел из компартии Франции, так как та отказалась осудить сталинские репрессии.
С началом Второй мировой войны он уехал в Сен-Сирк-Лапопи, где и умер в 1941 году. На его могиле на кладбище Монпарнас в Париже написана следующая эпитафия: «Le socialisme sans la liberté n’est pas le socialisme, la liberté sans le socialisme n’est pas la liberté» («Социализм без свободы — не социализм, свобода без социализма — не свобода»).

## Работы
Раппопорт был автором многочисленных трудов, таких как «La Philosophie de l’histoire comme science de l'évolution» (1903), «Un peu d’histoire : origines, doctrines et méthodes socialistes» (1912), «La Révolution sociale» (1912), «Pourquoi nous sommes socialistes?» (1919). В «La Crise socialiste et sa solution, par Charles Rappoport» (1918) Раппопорт дискутирует со своими интеллектуальными и идеологическими оппонентами. Биография Жан Жореса, «Jean Jaurès: l’homme, le penseur, le socialiste» (1915), написана Раппопортом после убийства Жореса и считается лучшей его биографией Жореса. Мемуары Раппопорта «Une vie révolutionnaire : 1883—1940 : les mémoires de Charles Rappoport» : 1883—1940 были опубликованы в 1991 году.
Его перу также принадлежат его работы:
- «Социальные вопросы и этика» (немецкий язык, Берн, 1895);
- «Философия истории в ее главнейших течениях» (немецкий язык, Берн, 1896; русский язык, СПб., 1898; французский язык, Париж, 1903);
- «Социальная философия Петра Лаврова» (французский язык, Париж, 1900);
- «Социализм государственный и социализм революционный» (французский язык, Париж, 1902; польский язык, Краков, 1903);
- «Жан Жорес, человек, мыслитель, социалист» (французский язык, Париж, 2-е изд., 1916, 3-е изд., 1925; русский язык, Гомель, 1921);
- «Мировая революция» (французский язык, Париж, 1921).